# Ian D'Sa
Ian Michael D'Sa (* 30. října 1975) je kytaristou a zpěvákem kanadské punk rockové skupiny Billy Talent.

## Životopis
Ianova rodina pochází z indického státu Goa. On se však již narodil v Británii. Nepobyl zde však dlouho, když mu byly tři roky, přestěhovali se jeho rodiče do Kanady. Ian vyrůstal v Mississauze v provincii Ontario, kde se od svých 13 let učil hrát na kytaru.
V době, kdy chodil na střední školu Our Lady of Mount Carmel, založil v roce 1991 s několika spolužáky kapelu Dragonflower. Dva roky poté, co se Dragonflower rozpadli, založil další kapelu, jménem Soluble Fish, s níž nahrál pět demo singlů. Celkový soubor dostal název Nugget Sauses. Nakonec se na vysokoškolské show pro talenty v roce 1993 setkal s Benjaminem Kowalewiczem, Jonathanem Gallantem a Aaronem Solowoniukem.
Zatímco pořád hrál v Soluble Fish, založil s nimi novou kapelu jménem Pezz. Hrál v obou kapelách současně a poté, co se Soluble Fish v roce 1996 rozpadli, přešel definitivně do Pezz. Během doby, kdy působil v kapele, vystudoval klasickou animaci na Sheridan College a získal zde z tohoto oboru diplom. Pracoval poté jako animátor na televizních seriálech jako jsou Angela Anaconda, Birdz a na 3D IMAX filmu Adventures.
V roce 2000 skupina po soudním sporu změnila své jméno na Billy Talent, které si udržela až do dnešních dnů. Námětem se stala postava z filmu Hard Core Logo od Bruce McDonalda.

## Práce mimo kapelu
D'Sa se společně s Gavinem Brownem podílel na produkci druhého alba skupiny Billy Talent ("Billy Talent II"). Navrhl a upravil design pro obaly CD jejich druhého alba. Zčásti spolupracoval na klipu pro píseň "Fallen Leaves", za nějž byla skupina oceněna cenami pro Nejlepší video a Nejlepší rockové video na MuchMusic Video Awards z roku 2007.
Byl zapojen do projektu "Song for Afrika", který měl seznámit kanadskou mládež se závažností pandemie AIDS v Africe. Hrál na kytaru a objevil se i na videu pro danou píseň. V červenci roku 2007 strávil 10 dnů v Keni, kde se podílel na dokumentárním filmu o projektu "Song for Afrika".
Ian je také znám svými neočekávanými výstupy na několika Alternative a Punk Acts Live Shows. Několikrát byl hostem-zpěvákem na různých show pořádaných Alexisonfire. V rámci propagace známé písně "Pain for Pleasure" se jako hostující kytarista jednorázově přidal ke kapele Sum 41. V roce 2006 také hostoval v jedné show s britskou kapelou Reuben.
Očekává se, že by se měl jako host podílet na druhém studiovém albu skupiny The Operation M.D., jež má být vydáno v červenci 2009.